# Epistephium parviflorum
Epistephium parviflorum é uma espécie de orquídea terrestre que existe em Trinidad e encontra-se também dispersa por toda a área tropical da América do Sul, onde  habitam campos limpos e cerrados, eventualmente monteses, e areais do litoral. Apresentam flores muito vistosas, entre as mais vistosas de toda subtribo Vanilleae, à qual estão subordinados. Suas flores nascem em sucessão, de racemos terminais, e duram ligeiramente mais que as de Cleistes.
Esta espécie pode ser reconhecida entre os Epistephium por ser ser a mais robusta, com caules muito ramificados, folhas com longos pseudo-pecíolos e sete nervuras pelo verso.
São plantas que raramente sobrevivem ao serem transplantadas devido aos danos sofridos pelas suas raízes e rizomas quebradiços. Plantas para uso comercial necessitam ser produzidas por meio de sementes. São mais indicadas para canteiros do que cultivo em vasos.